# Tropic Air

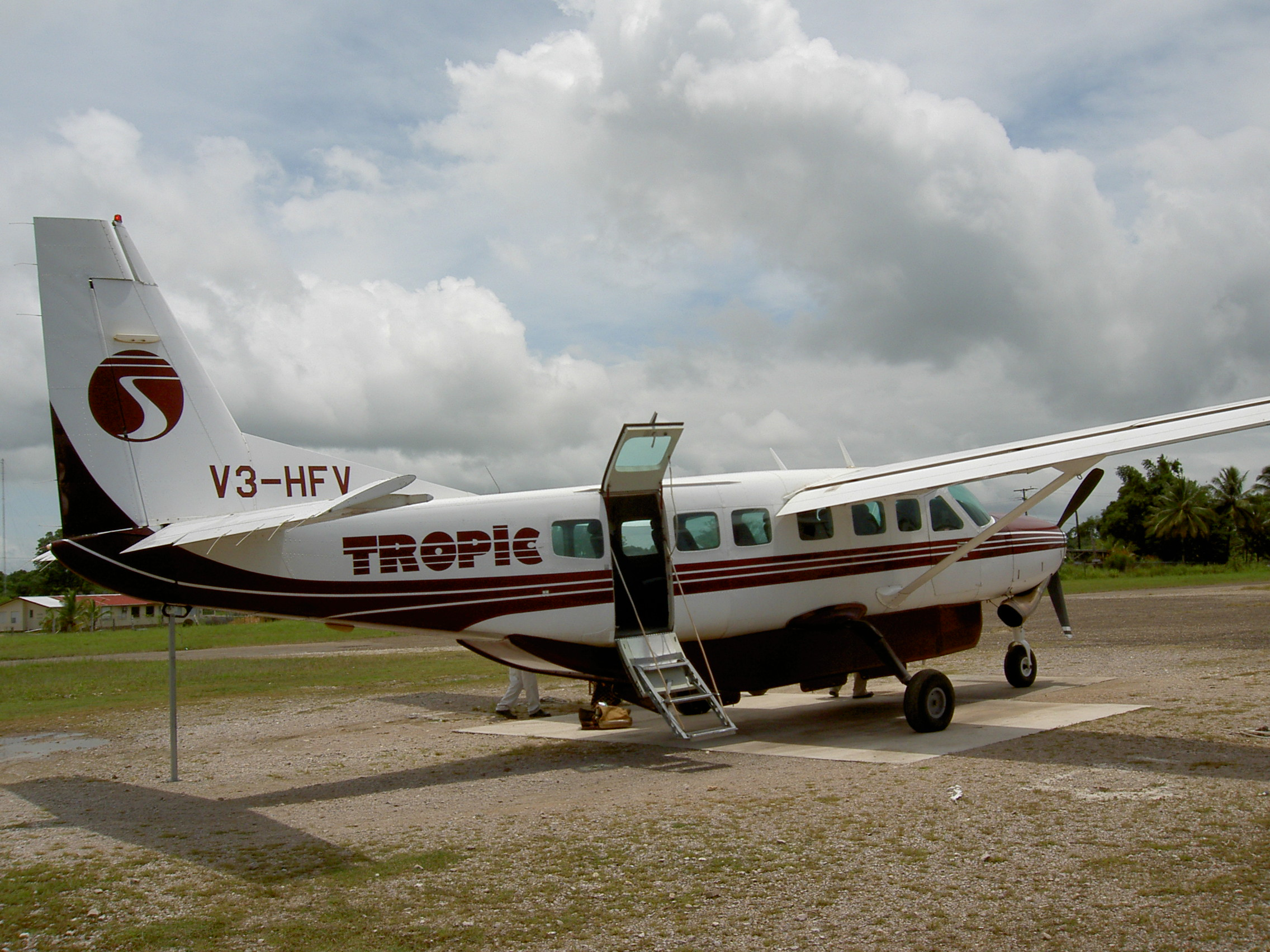
Imagem ilustrativa

Tropic Air é uma companhia aérea de Belize, tem sua sede em San Pedro com 11 destinos no país e na Guatemala.
Fundada em 1979 por John Greif III, contava com apenas dois funcionários e um avião. Hoje conta com 238 funcionários e oferece mais de 180 voos diários para os dois países. Desde sua inauguração, há 32 anos atrás, a Tropic sempre foi a pioneira na introdução da aeronáutica moderna de passageiros e carga no mercado interno de Belize, sempre ajudando com a promoção do turismo nas regiões atendidas.

## Frota
A frota da Tropic Air é composta de:
- 8 Cessna Caravans
- 2 Gippsland GA8
- 1 Cessna 172